# Eleição municipal de Itatiba em 2024
A eleição municipal de Itatiba em 2024 foi o 19.º pleito eleitoral realizado na história do município. Ocorreu oficialmente em 6 de outubro e foi disputada em turno único, dado que Itatiba por não ter 200 000 eleitores registrados e aptos ao voto, não atende ao critério eleitoral definido pelo inciso II do artigo n.º 29 da Constituição Federal para a realização de um 2.º turno caso nenhum dos candidatos à prefeito alcance maioria absoluta dos votos. Neste caso, o(a) vencedor(a) é escolhido por maioria simples.
Segundo dados do Tribunal Superior Eleitoral, 83 073 eleitores compunham o eleitorado itatibense apto a votar para eleger 1 prefeito, 1 vice-prefeito e 19 vereadores para a Câmara Municipal em 2024.

## Candidaturas oficiais
| Candidaturas deferidas pelo TSE para a disputa eleitoral | Candidaturas deferidas pelo TSE para a disputa eleitoral | Candidaturas deferidas pelo TSE para a disputa eleitoral | Candidaturas deferidas pelo TSE para a disputa eleitoral | Candidaturas deferidas pelo TSE para a disputa eleitoral | Candidaturas deferidas pelo TSE para a disputa eleitoral | Candidaturas deferidas pelo TSE para a disputa eleitoral                                                                 | Candidaturas deferidas pelo TSE para a disputa eleitoral |
| N.º                                                      | N.º                                                      | Candidato(a) a prefeito(a)                               | Candidato(a) a prefeito(a)                               | Candidato(a) a vice-prefeito(a)                          | Candidato(a) a vice-prefeito(a)                          | Coligação | Situação                                                 |
| -------------------------------------------------------- | -------------------------------------------------------- | -------------------------------------------------------- | -------------------------------------------------------- | -------------------------------------------------------- | -------------------------------------------------------- | --- | -------------------------------------------------------- |
|                                                          | 12                                                       |                                                          | Douglas Augusto (PDT)                                    |                                                          | Ailton Fumachi (PRD)                                     | O Povo em Primeiro Lugar PDT / PRD / PRTB / UNIÃO / Avante                                                               | Não eleito                                               |
|                                                          | 13                                                       |                                                          | Valter Lara (PT)                                         |                                                          | Dr. Ari (PV)                                             | Itatiba da Esperança PT / PV / PCdoB                                                                                     | Não eleito                                               |
|                                                          | 55                                                       |                                                          | Dr. Thomás (PSD)                                         |                                                          | Mauro Delforno (PL)                                      | Itatiba cada vez Melhor PSD / PL / Republicanos / Progressistas / MDB / Podemos / Cidadania / PSB / PSDB / Solidariedade | Eleito                                                   |

## Resultados eleitorais

### Poder Executivo
O atual prefeito em exercício Dr. Thomás (PSD) logrou alcançar a reeleição por ampla margem de votos, derrotando novamente nas urnas o ex-prefeito Douglas Augusto (PDT), que buscava retornar à chefia do Poder Executivo municipal após não conseguir reeleger-se quatro anos antes na eleição de 2020. O prefeito reeleito conquistou 42 710 votos, o equivalente a 71,90% dos votos válidos. Seu 2.º mandato consecutivo à frente da Prefeitura de Itatiba iniciou-se em 1 de janeiro de 2025 e será concluído em 31 de dezembro de 2028.
| Candidatos a prefeito(a)   | Candidatos a prefeito(a) | Candidatos a vice-prefeito(a) | Votação | Votação     |
| Candidatos a prefeito(a)   | Candidatos a prefeito(a) | Candidatos a vice-prefeito(a) | Total   | Porcentagem |
| -------------------------- | ------------------------ | ----------------------------- | ------- | ----------- |
|                            | Dr. Thomás (PSD)         | Mauro Delforno (PL)           | 42 710  | 71,90%      |
|                            | Douglas Augusto (PDT)    | Ailton Fumachi (PRD)          | 15 222  | 25,62%      |
|                            | Valter Lara (PT)         | Dr. Ari (PV)                  | 1 472   | 2,48%       |
| Total de votos válidos     | Total de votos válidos   | Total de votos válidos        | 59 404  | 59 404      |
| Votos apurados             |                          |                               |         |             |
| Votos válidos              | Votos válidos            | Votos válidos                 | 59 404  | 91,30%      |
| Votos em branco            | Votos em branco          | Votos em branco               | 2 310   | 3,55%       |
| Votos nulos                | Votos nulos              | Votos nulos                   | 3 353   | 5,15%       |
| Total de votos apurados    | Total de votos apurados  | Total de votos apurados       | 65 067  | 65 067      |
| Participação do eleitorado |                          |                               |         |             |
| Comparecimentos            | Comparecimentos          | Comparecimentos               | 65 067  | 78,33%      |
| Abstenções                 | Abstenções               | Abstenções                    | 18 006  | 21,67%      |
| Total de eleitores aptos   | Total de eleitores aptos | Total de eleitores aptos      | 83 073  | 83 073      |
| Fonte: g1                  |                          |                               |         |             |

### Poder Legislativo
No sistema proporcional, pelo qual são eleitos os vereadores, o voto dado a um candidato é primeiro considerado para o partido ao qual ele é filiado. O total de votos de um partido é o que define quantas cadeiras ele terá. Definida a quantidade de cadeiras, os candidatos mais votados do partido são chamados a ocupá-las. No final de 2023, a Câmara Municipal de Itatiba aprovou emenda à Lei orgânica do município que aumentou a representação parlamentar do Poder Legislativo municipal de 17 para 19 vereadores.
Abaixo encontram-se os candidatos a vereador eleitos, reeleitos e os que ficaram como suplentes para a 19.ª legislatura, iniciada em 1 de janeiro de 2025 e que será concluída em 31 de dezembro de 2028.
| N.º   | Candidato(a)             | Partido político | Votos obtidos | Porcentagem | Situação    |
| ----- | ------------------------ | ---------------- | ------------- | ----------- | ----------- |
| 77000 | David Bueno              | Solidariedade    | 2 893         | 4,95%       | Reeleito(a) |
| 55000 | Leila Bedani             | PSD              | 2 095         | 3,59%       | Reeleito(a) |
| 15000 | Du Guaça                 | MDB              | 1 968         | 3,37%       | Reeleito(a) |
| 45645 | Galo Herculano           | PSDB             | 1 835         | 3,14%       | Reeleito(a) |
| 13500 | Professor Vinícius Costa | PT               | 1 756         | 3,00%       | Eleito(a)   |
| 55555 | Hiroshi Bando            | PSD              | 1 739         | 2,98%       | Reeleito(a) |
| 55222 | Fernando Soares          | PSD              | 1 639         | 2,80%       | Reeleito(a) |
| 11011 | Washington Bortolossi    | Progressistas    | 1 590         | 2,72%       | Reeleito(a) |
| 25123 | Cadu                     | PRD              | 1 370         | 2,34%       | Eleito(a)   |
| 10777 | Júnior Cecon             | Republicanos     | 1 327         | 2,27%       | Reeleito(a) |
| 22333 | Cornélio da Farmácia     | PL               | 1 272         | 2,18%       | Reeleito(a) |
| 10000 | Willian Soares           | Republicanos     | 1 271         | 2,17%       | Reeleito(a) |
| 15015 | José Roberto Feitosa     | MDB              | 1 187         | 2,03%       | Eleito(a)   |
| 77777 | Baessa da Van            | Solidariedade    | 1 150         | 1,97%       | Eleito(a)   |
| 10123 | Roselvira Passini        | Republicanos     | 1 133         | 1,94%       | Eleito(a)   |
| 11200 | Serginho                 | Progressistas    | 1 112         | 1,90%       | Reeleito(a) |
| 12612 | Igor Húngaro             | PDT              | 1 092         | 1,87%       | Reeleito(a) |
| 22022 | Juninho Parodi           | PL               | 1 051         | 1,80%       | Reeleito(a) |
| 10800 | Kelly Vigato             | Republicanos     | 1 028         | 1,76%       | Suplente    |
| 12456 | Luciana Bernardo         | PDT              | 916           | 1,57%       | Reeleito(a) |